# Асмир Бегович
Асмир Бегович (босн. Asmir Begović; нар. 20 червня 1987, Требинє, СФРЮ) — канадський і боснійський футболіст, воротар англійського клубу «Квінз Парк Рейнджерс».

## Клубна кар'єра
Народився в югославському місті Требинє. У чотирирічному віці разом з батьками перебрався до Німеччини, рятуючись від Боснійської війни. У сім років почав займатися футболом у футбольній школі «Кірхгаузен». 1997 року родини перебралася до канадського Едмонтона, де Асмир продовжив грати у футбол у школі місцевого клубу «Саутвест Стінг».
2003 року юний футболіст пройшов оглядини в англійському «Портсмуті», за результатами яких був зарахований до футбольної академії клубу.
Перший досвід ігор на дорослому рівні 18-річний голкіпер отримав в бельгійській команді «Лув'єрроз», за яку 2005 року провів дві гри на умовах оренди. Протягом 2006—2008 років також як орендований гравець здобував досвід в англійських клубах нижчих ліг «Маклсфілд Таун», «Борнмут» та «Йовіл Таун».
В сезоні 2008-09, повернувшись з чергової оренди, нарешті дебютував у матчах головної команди «Портсмута» у вищому дивізіоні англійського футболу. До 2010 року був резервним голкіпером «Портсмута», загалом провівши за його команду 11 ігор у Прем'єр-лізі. Протягом цього часу також встиг пограти за «Іпсвіч Таун», в якому провів в оренді декілька місяців наприкінці 2009 року.
До складу клубу «Сток Сіті» приєднався 1 лютого 2010 року, уклавши з клубом контракт на 4,5 року. Спочатку був дублером основного воротаря клубу, Томаса Соренсена, отримуючи ігровий час зазвичай лишу у випадку травми останнього. Втім вже за пів року, від початку сезоні 2010-11 став основним голкіпером «Сток Сіті», витіснивши досвідченого данця з основного складу.
13 липня 2015 Бегович підписав 4-річний контракт з лондонським «Челсі», сума трансферу склала 8 млн фунтів стерлінгів. В рамках трансферу «Челсі» віддав півзахисника Марко ван Гінкела в оренду до кінця сезону 2015/16. 8 серпня дебютував за «Челсі», замінивши Оскара на 54 хвилині в матчі 1-го туру Прем'єр-ліги проти «Суонсі Сіті», після видалення Тібо Куртуа (2:2).

## Виступи за збірні
Граючи за едмонтонський «Саутвест Стінг», привернув увагу тренерів юнацьких футбольних збірних Канади. Протягом 2004—2007 років, вже граючи в Англії, викликався до складу молодіжної збірної Канади. На молодіжному рівні зіграв в 11 офіційних матчах.
У липні 2009 року Бегович декларував бажання продовжувати захищати кольори Канади й на рівні національних збірних, втім вже наступного місяця прийняв запрошення від керівництва національної збірної Боснії і Герцеговини грати за цю національну команду. Того ж року провів свій перший офіційний матч у її складі. З 2012 року став основним голкіпером боснійської збірної.

## Факти
У матчі 2 листопада 2013 між «Сток Сіті» та «Саутгемптоном» Бегович забив м'яч на 13 секунді матчу у ворота Артура Боруца із власного штрафного майданчика. Цей гол визнаний Книгою рекордів Гіннеса як такий, який забитий із найбільшої відстані (91,9 м).

## Досягнення
- Чемпіон Англії (1):

«Челсі»: 2016–17
- Володар Кубка Англії (1):

«Портсмут»: 2007–08